# Cato (Magazin)
Cato (Untertitel: Magazin für neue Sachlichkeit) ist ein in Deutschland zweimonatlich erscheinendes politisches Magazin. Es wird in Berlin von der Cato Verlag GmbH herausgegeben. Alleingesellschafter ist der Verlag der Wochenzeitung Junge Freiheit. Als Chefredakteur fungiert seit der Ausgabe im Februar 2022 Ingo Langner, sein Vorgänger war seit der ersten Ausgabe 2017 Andreas Lombard; ständiger redaktioneller Mitarbeiter ist Karlheinz Weißmann. Die Herausgeber betrachten die Zeitschrift selbst als konservativ; Politikwissenschaftler ordnen die Publikation überwiegend der Neuen Rechten zu.

## Name
Das Magazin wurde nach Marcus Porcius Cato dem Jüngeren benannt, einem im Jahr 95 v. Chr. geborenen konservativen Politiker in der Spätphase der römischen Republik, der in Opposition zu Cäsar stand und dessen angestrebte Alleinherrschaft verhindern wollte. Das Titelfoto der Erstausgabe zierte eine Photocollage, Angela Merkel als „Cäsar aus der Uckermark“. In einem Interview begründete Chefredakteur Lombard die Wahl des Titels mit Parallelen zwischen dem Untergang der spätrömischen Republik und der Europäischen Union. In einem „Demokratieverlust“ und einem zunehmenden „Werteverlust“ sah er einen parallelen „Weg zur technokratischen Herrschaft“.

## Umfeld
Von Beginn an wurde Cato materiell und ideell vom Umfeld der neurechten Wochenzeitung Junge Freiheit unterstützt, so etwa durch die Förderstiftung Konservative Bildung und Forschung, deren Stiftungsratsvorsitzender der langjährige Chefredakteur Dieter Stein ist. Die Cato-Redaktion hat ihren Sitz in den Räumen der Bibliothek des Konservatismus in Berlin-Charlottenburg (Vorsitzender der Bibliothek ebenfalls Dieter Stein), die wiederum von der FKBF finanziert wird. Wesentlicher Initiator der Gründung des Magazins war der Historiker Karlheinz Weißmann, ehemals wissenschaftlicher Leiter des Instituts für Staatspolitik, eines neurechten Think Tanks, aus dem er sich nach inhaltlichen Konflikten mit dessen Leiter, Götz Kubitschek, im Jahr 2014 zurückzog. Der Verlag der Wochenzeitung „Junge Freiheit“ ist Alleingesellschafter des Magazins Cato, das jedoch laut Aussage seines Chefredakteurs Andreas Lombard redaktionell eigenständig ist. Der AfD-nahe Unternehmer Thomas Hoof schaltete im Magazin zehn Seiten umfassende Anzeigen für seinen Verlag „Manuscriptum“.

## Rezeption

### Sozialwissenschaft
Für den Politikwissenschaftler Hendrik Hansen gehört die Zeitschrift „Cato“ zum Netzwerk der „Neuen Rechten“. Der Historiker Helmut Kellershohn sieht das Magazin als elitäres neurechtes Projekt, das sich gezielt an „die Führungsoffiziere des Bildungsbürgertums, die an den Stellschrauben der Diskursproduktion sitzen, in den Medien und anderen zivilgesellschaftlichen Institutionen“ als Publikum richte. Es handle sich bei der Zielgruppe um jene „Kreise, die, um das etwas salopp auszudrücken, mit dem Namen ‚Cato‘ noch etwas anfangen können, weil sie über entsprechende Wissensbestände verfügen.“
Nach Ansicht des Politologen Armin Pfahl-Traughber könne „Cato“ – anders als etwa Kubitscheks Zeitschrift Sezession – „nicht pauschal der Neuen Rechten zugeordnet werden“, da dort auch andere Auffassungen und Repräsentanten aus dem „rechten politischen Lager“ vertreten würden. Der Soziologe Wilhelm Heitmeyer spricht nicht von einer „Neuen Rechten“, sondern von einem „autoritär-nationalradikalen Milieu“. Zu den „Milieu-orientierten Publikationen“ zählt er die „Junge Freiheit“, „Sezession“ und „Cato“.

### Publizistik und Politik
Die Erstausgabe wurde in einer Reihe von Medien rezensiert. So etwa nannte Marc Felix Serrao die Zeitschrift in der NZZ „eine neue Stimme der Konservativen“. Der in der ersten Ausgabe gedruckte Essay des Brüsseler Althistorikers David Engels über die EU und die späte römische Republik zeige, „wie interessant rechtsintellektuelles Denken sein kann, wenn es auf den üblich gewordenen Schmoll- und Krawallton verzichtet“. Andere Texte zeigten ein „grau bis schwarz ausgemalte(s) Weltbild“. Mit „Konservativen“ beschreibt Serrao allerdings ein Milieu, welches „mit gewöhnlichen Konservativen so gut wie nichts gemein“ habe. Sein Fazit in der NZZ, mit Blick auf einen aggressiven Artikel von Nicolaus Fest: „Wut verzerrt den Blick. Man liest nur noch, was ins Weltbild passt […]“ „Wenn Chefredaktor Lombard es ernst meint mit der «neuen Sachlichkeit» und mit seinem Heft nicht nur Menschen erreichen will, die schon «Junge Freiheit», «Tichys Einblick» oder die «Sezession» abonniert haben, dann wäre er gut beraten, solche Texte auf ein Minimum zu reduzieren.“
In der Süddeutschen Zeitung schrieb Johann Schloemann, das Heft habe „äußerlich eine gepflegte Kundschaft im Blick und kommt vordergründig nicht als lautes Kampfblatt daher, sondern als kultivierte, sinnliche Sammlung von Essays, Features und Feuilletons. Hinter der gediegenen Hülle stecken allerdings führende Köpfe der neuen Rechten“.
Christoph Schröder beschrieb das Magazin in der Zeit als „römisches Rechtsaußen“. Das Magazin wolle „konservativen Intellektuellen eine Heimat bieten“, „hinter dem gutbürgerlichen Anstrich“, so Schröder, „verbergen sich jedoch Publizisten der «Neuen Rechten»“. Der Journalist Daniel Bax beschrieb Cato als Zeitschrift aus dem neurechten „Dunstkreis“ der „Jungen Freiheit“, welche eine „Mischung aus einem Coffee-Table-Magazin für Liebhaber konservativer Essayistik und einer Hochglanzausgabe des AfD-Programms“ biete. Matthias Kamann beschrieb 2018 in der Welt am Sonntag den aggressiven Ton der Artikel: „Die Macher wollen vor allem dem angeblich linken Zeitgeist die Stirn bieten – und offenbaren dabei, wie gekränkt sie sind“. Er rechnet Cato der „Neuen Rechten“ zu.
Laut Andreas Speit (2020) will die Zeitschrift „im Schatten der neuen Rechten weiter in die Mitte der Gesellschaft ausstrahlen“ und damit die „engen Szenegrenzen“ ausweiten; sie visiere ein „rechtes Bildungsbürgertum“ an. Als Beleg führt er ein Interview des früheren SPD-Kultusministers von Mecklenburg-Vorpommern, Mathias Brodkorb, in der Cato-Ausgabe 06/2020 an. Speit schreibt, „diesen Flirt mit Cato ... führen auch andere renommierte Personen aus der besten Mitte der Gesellschaft“. Er nennt dazu unter anderen den Medienwissenschaftler Norbert Bolz.

## Autoren der Zeitschrift
- Jörg Baberowski
- Norbert Bolz
- Walter Kardinal Brandmüller
- Rémi Brague
- Martin van Creveld
- Theodore Dalrymple
- Alexander Demandt
- Friedrich Dieckmann
- David Engels
- Joseph Epstein
- Egon Flaig
- Hanna-Barbara Gerl-Falkovitz
- Sebastian Hennig
- Thorsten Hinz
- Hans-Christof Kraus
- Josef Kraus
- Léon Krier
- Andreas Lombard
- Matthias Matussek
- Douglas Kear Murray
- Jordan Peterson
- Alexander Pschera
- Alexander von Schönburg
- Karl-Peter Schwarz
- Roger Scruton
- Ulrich Vosgerau
- Karlheinz Weißmann
- Alexander Wendt